# Clos des capucins (Albertville)
Pour les articles homonymes, voir Couvent des Capucins.
Le clos des capucins est un ancien couvent de capucins, situé à Conflans dans la commune d'Albertville.

## Histoire
Le couvent est bâti à Conflans, à flanc de montagne, et consacré le 26 juillet 1626. Il est fondé grâce aux libéralités de M. de Locatel et des habitants du lieu. Rapidement, le couvent abrite dix religieux et deux domestiques. Les capucins prêchent dans tout le Beaufortain et rayonnent jusqu'en Basse Tarentaise. Ils accueillent aussi quelques vagabonds de passage.
Les religieux en sont expulsés en 1793 sous la Terreur, puis le couvent est transformé en caserne. La ville est sous administration française jusqu'en 1806. Il abrite ensuite un collège royal. Les capucins reviennent en 1849 (entretemps, la ville est rebaptisée Albertville avec la fusion de Conflans et du bourg de L'Hôpital), sous administration de la dynastie de Savoie ; la Savoie est réunie définitivement à la France en 1860.
Les capucins sont à nouveau expulsés par les lois anticongrégationnistes de 1903, sous la IIIe République. Les bâtiments passent à la commune en 1905. Ils servent d'atelier militaire de chaussures, puis de colonie de vacances. En 1945, ils sont loués par le ministère de l'éducation nationale pour y installer un collège d'enseignement technique, devenu  lycée professionnel. Il ferme en 1993.
Laissé à l'abandon et aux déprédations, pendant plus de vingt ans, l'ancien couvent est acquis en septembre 2015 par les capucins de Morgon (originaires du Beaujolais), alors que l'évêque du diocèse, Mgr Philippe Ballot, observe une certaine neutralité. Les capucins commencent les travaux de restauration en 2016. Cependant un collectif de gauche du nom d'« Osons » entame un recours devant le tribunal administratif de Grenoble contre cette vente qui aboutit en février 2018. Les capucins renoncent donc à la propriété et la mairie annonce la remise en vente de l'édifice.

## Architecture
Un cadran solaire de 1847 est découvert lors d'un ravalement avec la mention Umbras umbra regit. Pulvis et umbra sumus. ( L'ombre règne sur les ombres. Nous sommes poussière et ombre. )

## Notes et références

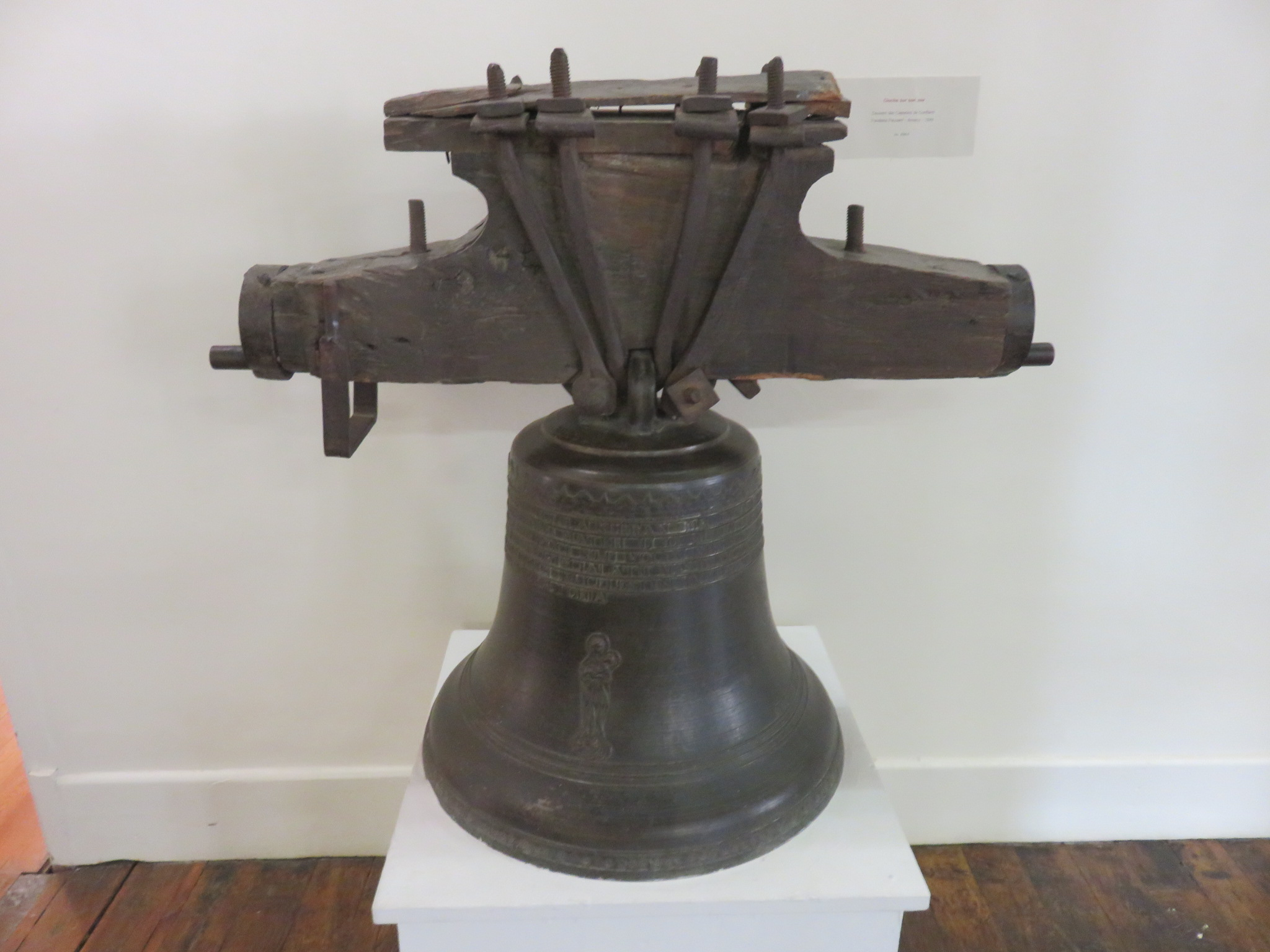
Cloche du couvent, aujourd'hui au Musée d'art et d'histoire de Conflans.